# Protestantyzm w Paragwaju
Protestantyzm w Paragwaju wyznaje ponad 500 tysięcy osób, to jest 8% społeczeństwa. Największymi nurtami w 2010 roku były: ruch zielonoświątkowy (3,5%) i mennonici (1%).
Największe kościoły w kraju, w 2010 roku, według Operation World i Prolades:
| Kościół                                       | Liczba członków | Liczba wiernych | Procent ludności |
| --------------------------------------------- | --------------- | --------------- | ---------------- |
| Mennonici                                     | 20 000          | 61 000          | 0,94%            |
| Zbory Boże                                    | 19 200          | 59 500          | 0,92%            |
| Kościół Zielonoświątkowy Chile                | 14 286          | 30 000          | 0,46%            |
| Kongregacja Paragwaju                         | 14 100          | 28 200          | 0,44%            |
| Kościół Adwentystów Dnia Siódmego             | 14 300          | 25 740          | 0,4%             |
| Kościół Anglikański                           | 8540            | 21 350          | 0,33%            |
| Kościół Boży (Cleveland)                      | 8300            | 20 750          | 0,32%            |
| Konwencja Baptystyczna                        | 7680            | 19 200          | 0,3%             |
| Ewangeliczna Misja Zborów Bożych              | 8413            | 17 500          | 0,27%            |
| Kościół Ewangeliczny Łaski i Chwały           | 7500            | 15 000          | 0,23%            |
| Słowiańskie Kościoły Ewangelicko-Baptystyczne | 2994            |                 |                  |
| Misja Nowych Plemion                          | 2800            |                 |                  |
| Kościół Ewangelicki La Platy                  | 2575            |                 |                  |
| Instytucja Ewangeliczna Wolnych Braci         | 2551            |                 |                  |
| Stowarzyszenie Zjednoczonych Chrześcijan      | 2500            |                 |                  |
| Kościół Ewangelicko-Luterański                | 2439            |                 |                  |
| Kościoły Ewangelicko-Kongregacjonalne         | 2256            |                 |                  |